# Rhinophis sanguineus
Espèce
Synonymes
- Rhinophis microlepis Beddome, 1863

Statut de conservation UICN

 LC  : Préoccupation mineure
Rhinophis sanguineus est une espèce de serpents de la famille des Uropeltidae.

## Répartition
Cette espèce est endémique du sud de l'Inde.

## Publication originale
- Beddome, 1863 : Descriptions of new species of the family Uropeltidae from Southern India, with notes on other little-known species. Proceedings of the Zoological Society of London, vol. 1863, p. 225-229 (texte intégral).